# Promachocrinus kerguelensis
Promachocrinus kerguelensis es una especie de crinoideo sin tallo que nadan libremente. Era el único miembro de su género hasta que se descubrieron varias otras especies en 2023. P. keruguelensis se encuentra en los mares australes, alrededor de Antártida y los grupos insulares circundantes, incluso debajo del hielo marino.

## Descripción
Este crinoideo es uno de los dos géneros vivos que tiene diez huesecillos radiales, cada uno de los cuales da origen a un par de brazos; hay un solo canal en cada huesecillo radial y no posee radios basales. En la base hay una serie de estructuras con garras conocidas como cirrus. Tiene la apariencia de una pluma flotante.

## Distribución y hábitat
P. kerguelensis es endémica de las aguas de la Antártida. Su área de distribución incluye la península de la Tierra de Graham, las islas Shetland del Sur, Georgias del Sur y Sandwich del Sur, la isla Bouvet, las islas Heard y el archipiélago de Kerguelen. La localidad tipo está en las islas Kerguelen, de donde recibe su nombre específico. Habita profundidades de entre aproximadamente 20 y 1080 m (100 y 3500 pies). Se trata de una especie común y abundante en las aguas que rodean la Antártida, pero los estudios moleculares han sugerido que puede que no se trate de una sola especie. Se han identificado hasta cinco o seis filogrupos diferentes, cada uno de los cuales tiene una distribución circumpolar, es simpátrico (viven uno al lado del otro) y están adaptados a una amplia gama de profundidades. El gran rango de profundidad de esta especie puede deberse a que sus larvas que no se alimentan poseen una yema que les permite flotar, dándoles un amplio potencial de dispersión pero una capacidad limitada para seleccionar dónde asentarse.

## Ecología
Estos crinoideos habitan en zonas rocosas o en sedimentos blandos y pueden moverse utilizando sus cirros para agarrarse al sustrato o nadar batiendo los brazos. Se alimentan por filtración, eligen lugares con fuertes corrientes y extienden sus brazos, capturando plancton y partículas en suspensión que pasan flotando con los pies tubulares de las pínulas. Los pies tubulares están cubiertos de un moco pegajoso que atrapa las partículas de comida, que luego se enrollan en bolas y se mueven a lo largo del surco ambulacral de los brazos mediante cilios que las impulsan hasta la boca.
Son parasitados por el poliqueto mizostómido Myzostoma divisor.